# Misantrop
Misantrop (z řec. misein, pohrdat, nenávidět a anthrópos, člověk) je divadelní hra (komedie) francouzského spisovatele a dramatika Molièra z roku 1666.
Misantrop je veršovaná klasicistní komedie o pěti dějstvích. Děj se odehrává v Paříži v domě Celimenině, čas není přesně určen.

## Děj
Hlavní postava Alcest miluje Celimenu. Ta však k jeho nelibosti přijímá ještě jiné své přátele a ctitele, jako je Oront nebo markýzové Klitandr a Akast.
Alcest je zastáncem pravdy, stojí proti společenské přetvářce. Nenávidí lidi. Jedny proto, že jsou špatní, druhé proto, že jsou k těm špatným shovívaví. Tím se vysvětluje i název díla - Misantrop. Misantrop je člověk, který nenávidí lidi a straní se jich. Alcest si zakládá na tom, že vždy říká pravdu. Kritizuje také svou milou za její chyby, přesto její zálibu v pomlouvání toleruje.
Do Alcesta je zamilovaná Celimenina sestřenice Elianta, kterou má rád Alcestův přítel Filint.
Celimena má mnoho nápadníků, mezi nimi i Oronta, který se chce stát Alcestovým přítelem. Všemožně se mu podbízí a dává mu číst své sonety. Čeká chválu, ale Alcest mu jeho báseň zkritizuje. Oront je natolik rozzloben, že si na Alcesta stěžuje. Ten je vyzván před smírčí soud. Své názory neodvolá. Je však vcelku mírný a mluví o kladných vlastnostech Oronta a o jeho jiných schopnostech.
Alcest pochybuje o lásce a věrnosti své milé, a tak jí dělá žárlivé scény. Pak mu Celimenina „přítelkyně“ Arsinoe ukáže milostný dopis, který psala Celimena Orontovi. Nakonec se všichni nápadníci scházejí u Celimeny a každý předčítá z dopisu od ní, ve kterém jsou ti druzí pomlouváni. Všichni kromě Alcesta se na ni zlobí a opustí ji. Alcest jí oznámí, že jí odpustí, pokud s ním odjede na samotu. Ona to odmítne, nechce se ve svých 20 letech vzdát společenského života, klepů a mužů. A tak Alcest pochopí, že ho vodila za nos. Vyzná se Eliantě z náklonnosti k ní, protože právě Elianta je podle něj jediná schopná upřímnosti, ale zároveň jí oznámí, že jí není hoden. Eliante se zaslíbí Filintovi. Alcest pak odjede na venkov.

## Česká vydání
- Misanthrop, I. L. Kober, Praha 1884, přeložil Jaroslav Preininger,
- Misantrop, Jan Otto, Praha 1912, přeložil Bohdan Kaminský,
- Misantrop, Česká akademie věd a umění, Praha 1929, přeložil Hanuš Jelínek,
- Misantrop, Československý kompas, Praha 1948, přeložil Svatopluk Kadlec,
- Misantrop, Československý kompas, Praha 1953, přeložil Svatopluk Kadlec,
- Hry II., SNKLHU, Praha 1954, přeložil Svatopluk Kadlec, svazek obsahuje hry Tartuffe, Don Juan, Misantrop a Amfitryon,
- Misantrop, ČDLJ, Praha 1955, přeložil J. Z. Novák,
- Lakomec, Misantrop, Tartuffe, Mladá fronta, Praha 1966, přeložil J. Z. Novák a František Vrba,
- Misantrop, Artur, Praha 2007, přeložil Vladimír Mikeš,